# ديتر شتاين
ديتر شتاين (بالألمانية: Dieter Stein)‏ هو ناشر وكاتب وصحفي ألماني، ولد في 1967 في إنغولشتات في ألمانيا.